# Nederlek
Nederlek (dân số: 14.831 năm 2004) là một đô thị thuộc tỉnh Zuid-Holland, phía Tây Hà Lan. Đô thị này có diện tích 31,44 km² (trong đó có 3,60 km² là diện tích mặt nước). Đô thị này được lập ngày 1 tháng 1 năm 1985 thông qua việc sáp nhập các đô thị Krimpen aan de Lek và Lekkerkerk. Tên của nó có nghĩa "Hạ Lek", do vị trí ở bên sông Lek.
Năm 1980, ở đây đã được phát hiện một lượng lớn chất thải độc hại nằm bên dưới khu dân cư, được xây dựng vào thập niên 1970. Chi phí tẩy rửa là 90 triệu USD.

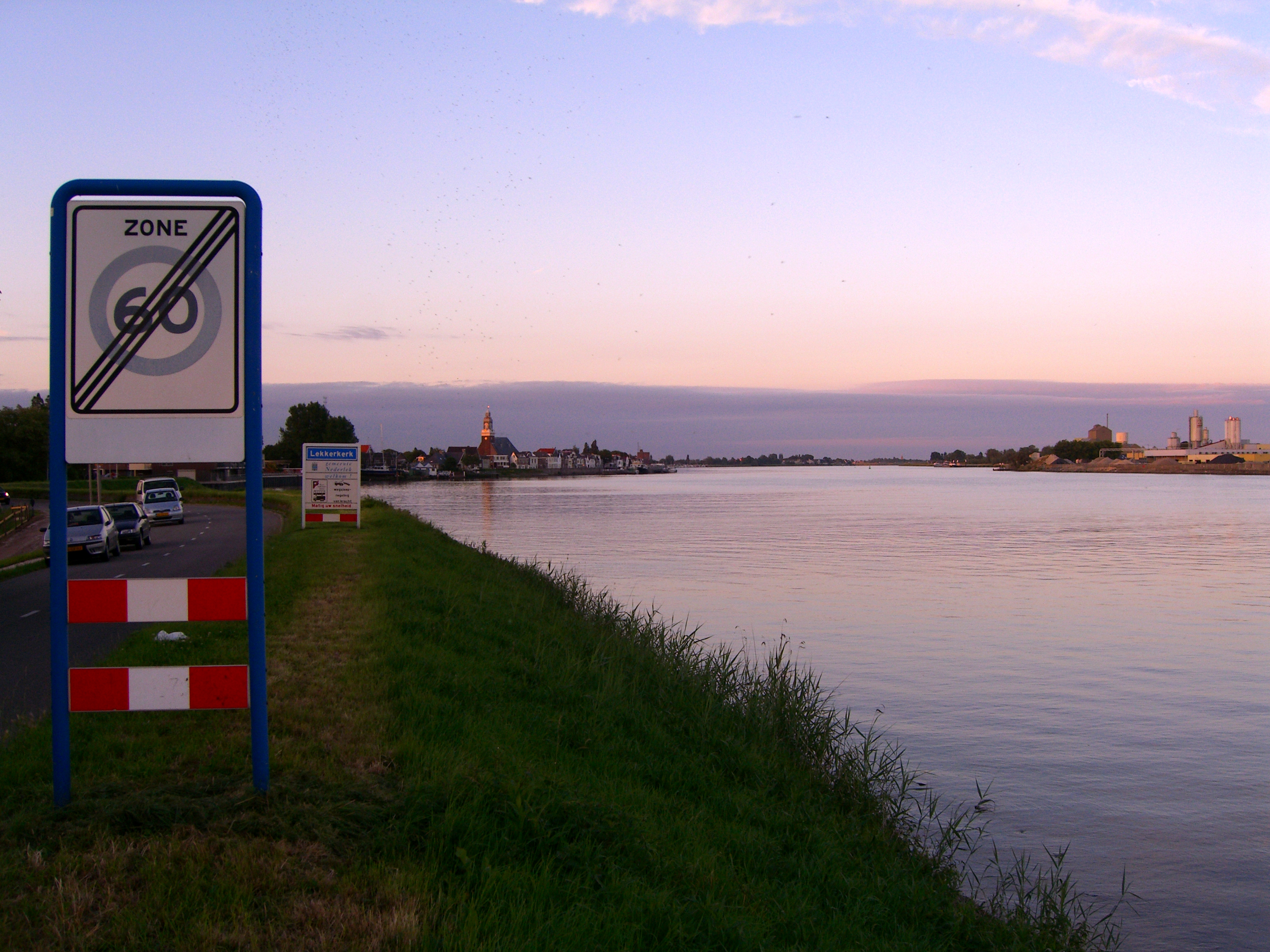
Sông Lek.